# Obniżenie Żytawsko-Zgorzeleckie

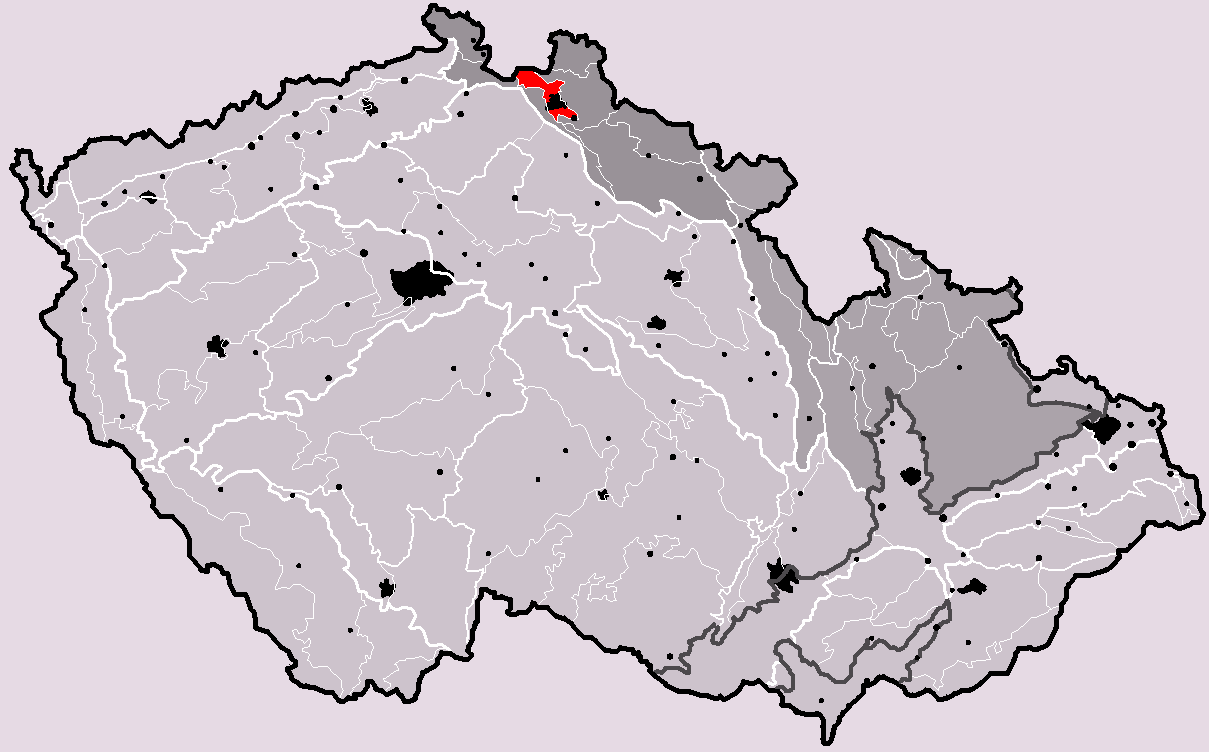
Położenie Kotliny Żytawskiej na obszarze Czech

Obniżenie Żytawsko-Zgorzeleckie lub Kotlina Żytawska (332.25) – obniżenie tektoniczne, położone pomiędzy Płaskowyżem Budziszyńskim i Pogórzem Łużyckim na zachodzie, Górami Łużyckimi i Grzbietem Jesztedzkim na południu, Pogórzem Izerskim i Górami Izerskimi na wschodzie. Jest częścią Pogórza Zachodniosudeckiego. W historii znane również jako Brama Łużycka.
Wyróżnia się tu następujące mikroregiony:
- Kotlina Turoszowska
- Dolina Nysy Łużyckiej
- Obniżenie Zawidowskie
- Równina Zgorzelecka

Największą przepływającą rzeką jest Nysa Łużycka, a największe miasta to Görlitz, Zgorzelec, Żytawa, Bogatynia. 
Obniżenie Żytawsko–Zgorzeleckie rozciąga się wzdłuż Nysy Łużyckiej między Pogórzem Wschodniołużyckim w Niemczech, a Pogórzem Izerskim na Dolnym Śląsku w Polsce. Składa się z Kotliny Turoszowskiej, zapadliska tektonicznego wypełnionego trzeciorzędowymi osadami jeziornymi z grubymi pokładami węgla brunatnego, przełomowej doliny Nysy, Obniżenia Zawidowskiego i Równiny Zgorzeleckiej. Między Obniżeniem Zawidowskim, odwadnianym przez dopływ Nysy Łużyckiej – Witkę, z niedużym zbiornikiem zaporowym (5 mln m³) w Niedowie (jezioro Witka), a Równiną Zgorzelecką występują pagóry bazaltowe. Równina Zgorzelecka przedstawia lekko falisty teren rolniczy z niewielkimi płatami leśnymi. Wielkim przekształceniom antropogenicznym uległa Kotlina Turoszowska, przecięta granicami Niemiec i Czech.
Podłoże zbudowane jest z fragmentów bloku karkonosko-izerskiego, przede wszystkim z gnejsów i granitów rumburskich, a podrzędnie – amfibolitów. W okolicach Zgorzelca występują szarogłazy.
W kilku miejscach starsze skały przebite są przez trzeciorzędowe bazalty. W Kotlinie Turoszowskiej występują miąższe osady trzeciorzędowe (neogeńskie) – iły z wkładkami węgli brunatnych.
Turoszowskie złoże węgla brunatnego zalega na obszarze 32 km², przy czym główna jego część znajduje się w Polsce – około 1150 mln ton, pozostała: na terenie Niemiec, w rejonie miasta Żytawy (Zittau) – około 400 mln ton, i Czech – koło Hrádka nad Nisou. Węgiel pochodzący ze złoża zasila polską elektrownię Turów o mocy osiągalnej (w 2006) 2106 MW. Eksploatacja węgla brunatnego spowodowała powstanie głębokich, nawet do 300 metrów, wyrobisk oraz wysokich hałd (zwałowisk) płonego urobku. We wschodniej części Kotliny Turoszowskiej, w dolinie Miedzianki, leży miasto Bogatynia.
Powierzchnię całego mezoregionu oceniono na 240 km².
Nieoficjalnie stosuje się dla polskiego obszaru nazwę Worek Turoszowski od kształtu przypominającego na mapie worek.

## Galeria

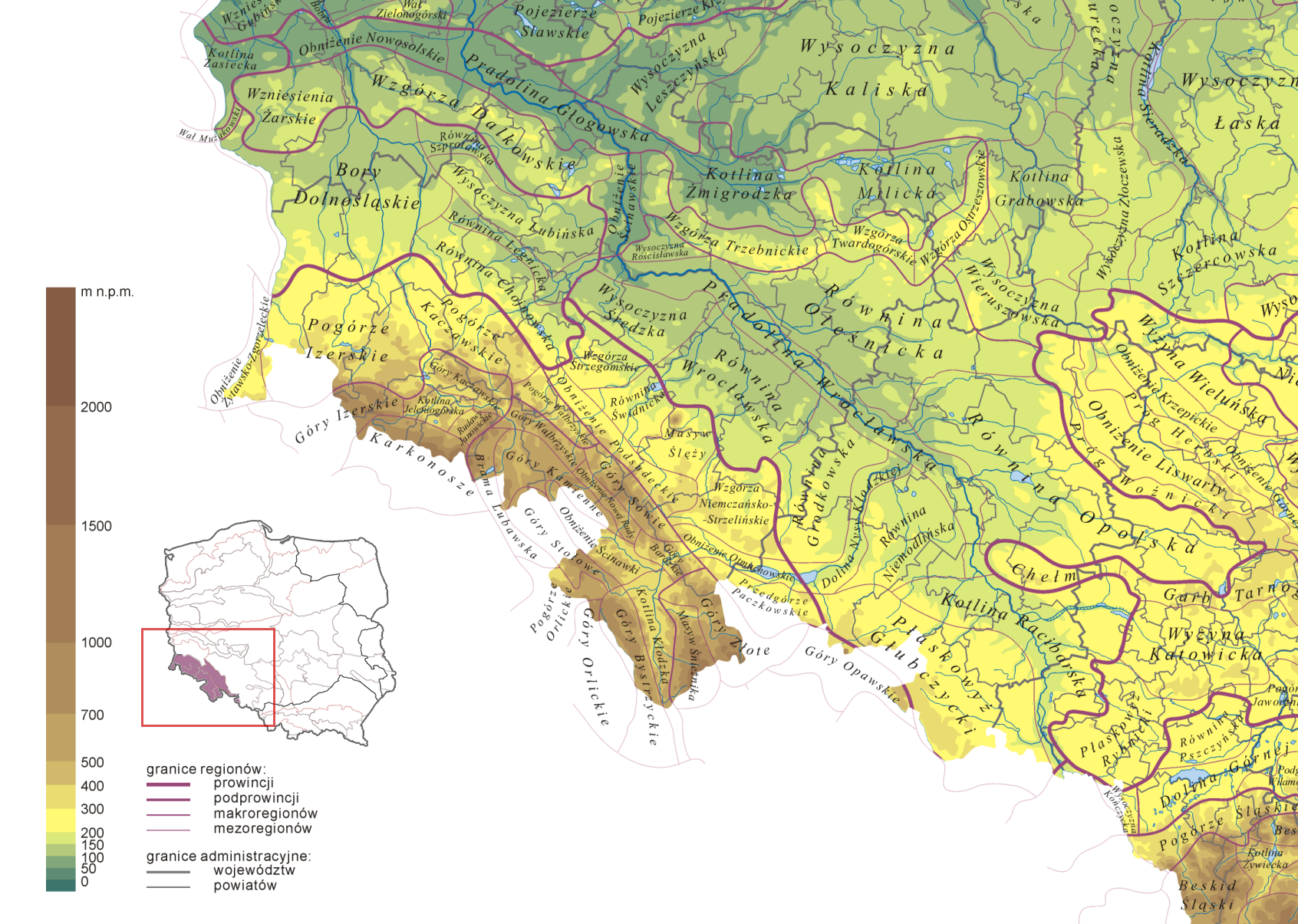
Regiony Kondrackiego-hipsometria, Sudety, Obniżenie Żytawsko-Zgorzeleckie
Sudety, (4) = Obniżenie Żytawsko-Zgorzeleckie
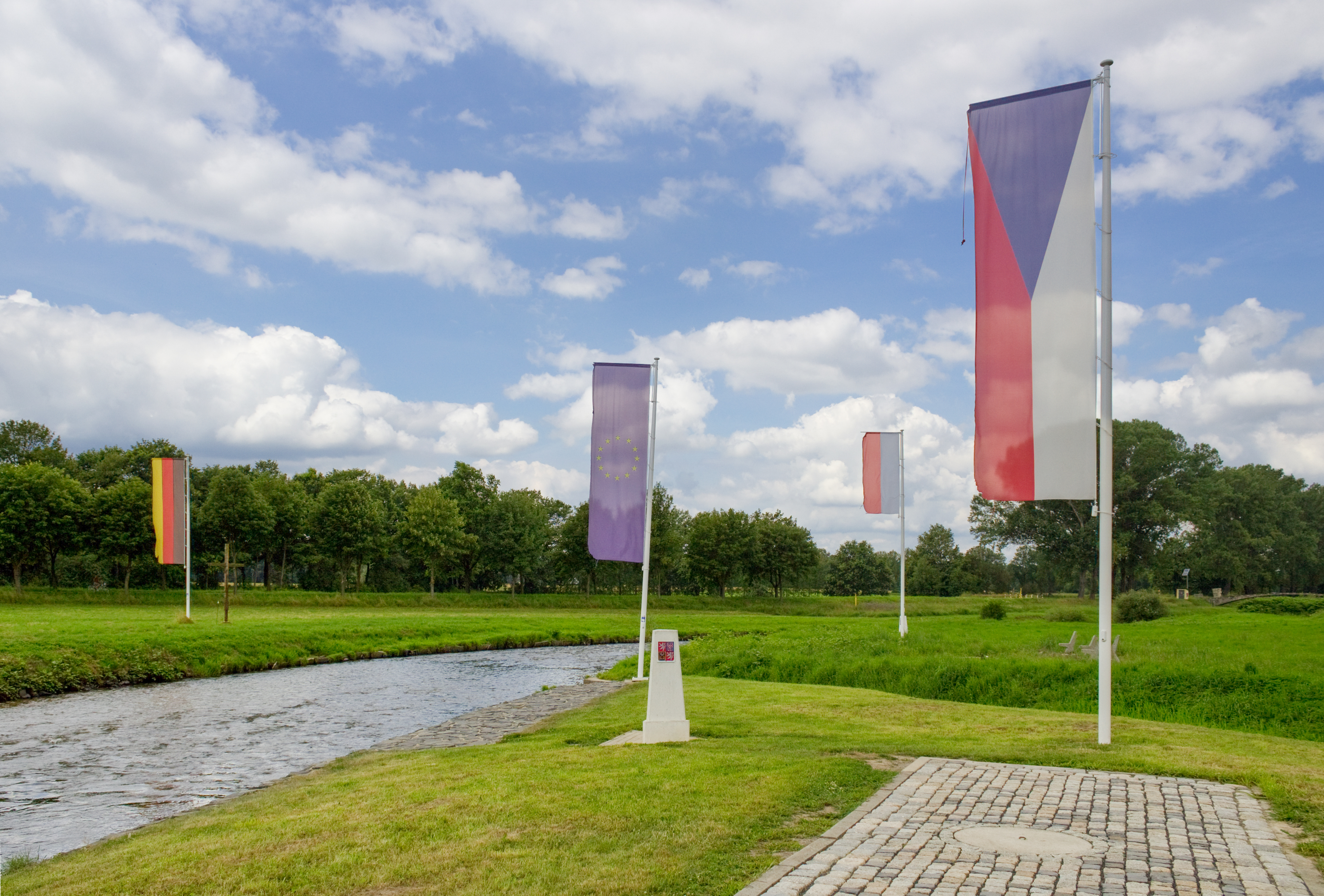
Trójstyk granic Niemiec, Czech i Polski w Kotlinie Żytawskiej